# Sept Taches de rousseur
Pour plus de détails, voir Fiche technique et Distribution.
Sept Taches de rousseur (Sieben Sommersprossen) est un film romantique est-allemand réalisé par Herrmann Zschoche, sorti en 1978.

## Synopsis
Ayant vécu jadis dans la même maison, Karoline, 14 ans, et Robbi, 15 ans, se retrouvent après une longue période de séparation en colonie de vacances. Petit à petit, ils vont connaître tous deux leur premier amour ensemble, alors que la responsable de la colonie défend sévèrement toute relation physique entre les jeunes. Pendant ce temps, deux des plus jeunes moniteurs de la colonie décident de proposer aux jeunes de participer à une répétition de Roméo et Juliette.

## Fiche technique
- Titre original : Sieben Sommersprossen
- Titre français : Sept Taches de rousseur[2]
- Réalisateur : Herrmann Zschoche
- Scénario : Christa Kozik
- Photographie : Günter Jaeuthe (de)
- Montage : Rita Hiller (de)
- Son : Werner Dibowski, Christian Müller
- Décors : Harry Leupold
- Musique : Gunther Erdmann (de), Peter Gotthardt
- Costumes : Isolde Warczycek
- Sociétés de production : Deutsche Film AG
- Pays de production :  Allemagne de l'Est
- Langue de tournage : allemand
- Format : Couleur Orwo - 1,66:1 - Son mono - 35 mm
- Durée : 79 minutes (1h19)
- Genre : Film romantique
- Dates de sortie :
  - Allemagne de l'Est : 5 octobre 1978

## Distribution
- Kareen Schröter (de) : Karoline
- Harald Rathmann (de) : Robert
- Christa Löser (de) : Frau Kränkel
- Evelyn Opoczynski (de) : Bettina
- Jan Bereska (de) : Benedikt
- Barbara Dittus : la mère de Karoline
- Hilmar Baumann (de) : le père de Robert
- René Rudolph : Micha
- Carola Braunbock : la cuisinière
- Janine Beilfuß : Marlene
- Carola Spindler : Doris
- Sabine Schmich : Johanna
- Michael Böttcher : Paulchen
- Hannes Stelzer : Le président de la coopérative

## Tournage
Les extérieurs ont été filmés dans le Brandebourg. La scène de baignade a été tournée dans la Sprée au lieu-dit Werder dans la commune de Tauche. La colonie de vacances est située à Gräbendorf dans la commune d'Heidesee ainsi qu'au Schloss Groß Rietz (de) à Rietz-Neuendorf.

## Accueil
D'après Bernard Eisenschitz, le film met en scène « une citoyenne consciente qui cherche le premier amour » et représente « une gifle à la vieille pudibonderie allemande, qui transpose Roméo et Juliette dans une colonie de vacances ».
Il a fait 1,1 million d'entrées à sa sortie en République démocratique allemande. Sa représentation du premier amour adolescent et notamment la scène de naturisme dans la rivière des jeunes personnages en ont fait un film culte pour le public.